# Isbessa
Die Isbessa Musik GmbH (Eigenschreibweise: ISBESSA Musik GmbH; kurz: Isbessa) ist ein deutsches Musiklabel. Es veröffentlichte unter anderem Musik von Ali As, den Beatsteaks, Marie Bothmer und Sebastian Madsen von der Band Madsen.

## Geschichte
Isbessa wurde 2021 von Volker Mietke und Markus Beele gegründet. Mietke hat nach Angabe des Labels vorher etwa 25 Jahre als A&R-Manager gearbeitet, unter anderem mit Deichkind, Mark Forster, Casper und Marteria. Auch Beele arbeite seit über 20 Jahren in der Musikbranche, davon einige bei Major-Labels. Anfang 2023 gehörten laut eigener Website außerdem zwei weitere Personen zur Belegschaft.
Das Label hat seinen Sitz in Berlin und verwendet den Labelcode LC 99423. Geschäftsführende Gesellschafter sind Volker Mietke und Markus Beele.

## Veröffentlichte Musiker
- Ali As
- Augn
- Beatsteaks
- Blinker
- Bloodhype
- Honza
- JPD
- Kicker Dibs
- Lampe
- Marie Bothmer
- Maurice Conrad
- Sebastian Madsen (Madsen)
- Tutti Bounce
- Vlude[4]